# Харапа
Харапа е древен град в северозападна Индия по долината на река Инд – център на древната Индска цивилизация.
Просъществувал е от около 3000 г. пр.н.е. до 1700/1600 г. пр.н.е. Разположен е в близост до старото корито на река Рави, в областта Мултан в Пакистан, на територията на щата Пенджаб. Разкрит е за съвременната археология през 20-те години на 20 век в рамките на британска археологическа експедиция по тези места, ръководена от Джон Маршал.

## История
През третото хилядолетие преди новата ера в долината на Инд възникнала Индската цивилизация (и по Арнолд Джозеф Тойнби), наричана от някои по главния ѝ град и център още Харапска цивилизация. Това ѝ име произлиза от съвременното название на селището в Пенджаб, където бил разположен един от най-големите градове на тази цивилизация. Мохенджо-Даро е вторият известен голям град, който се намира на десния бряг на река Инд, на около 400 км от устието на реката. В Калибанган, близо до границата с Пакистан, в устието на почти пресъхналата река Сарасвати е намерен още един град на тази цивилизация.
Индската цивилизация се простирала на около 1500 км от север на юг по течението на Инд – на огромна площ, даже според съвременните териториални понятия. Съществуват някои косвени белези, които подсказват, че големите градове, като Харапа и Мохенджо-Даро, още тогава поддържали връзки с Месопотамия на шумерите. Архитектурно тези големи градове по Инд били изграждани по сходни планове – крепост със зъбчати стени, а вътре били разположени обществени и жилищни постройки. Сградите били на два и повече етажа, построени от печени кирпичени тухли с необикновено високо качество.
Харапа бил разделен на квартали от съвършено прави улици. В домовете на жителите му имало изградени бани със система водосточни тръби, съединени с градската канализация, която минавала под улиците и била покрита със специални кирпични плочи. Индската цивилизация притежавала писменост, съставена от около 270 пиктографни знаци, които не са разчетени. Предполага се поради липса на друга разумна презумпция, че не по-късно от 1500 г. пр.н.е. мощно земетресение разтърсило и унищожило множество индски градове. След това бедствие, от запад, в долината на Инд нахлули ариите, за които също се предполага, но не повсеместно (поради неуяснеността на етническия състав на представителите на Индската цивилизация), че са допринесли за окончателното изчезване на древната индска култура.